# Scharpenmoorgraben
Der Scharpenmoorgraben (laut Geoportal Scharpmoorgraben) ist ein Graben in Norderstedt. Er ist ein Nebenfluss der Rugenwedelsau, laut anderen Quellen sogar ihr Quellfluss.

## Verlauf
Er beginnt an der Friedrich-Hebbel-Straße und unterfließt die Straße Schwarzer Weg, durchquert einen Teich. Danach unterfließt er die Ohechaussee, die Straße Niewisch, die Niendorfer Straße, den Nordportbogen, den Speckenkamp und mündet nahe Hamburger Flughafen in die Rugenwedelsau.